# Marně hledám slov
Marně hledám slov (v anglickém originále Lost for Words) je kniha anglického spisovatele Edwarda St Aubyna z roku 2014. Publikovalo jí nakladatelství Farrar, Straus and Giroux v roce 2014. V českém překladu, jehož autorem je Ladislav Nagy, vyšla následujícího roku (nakladatelství Argo). Za svou knihu Mother’s Milk z roku 2006 byl nominován na Man Bookerovu cenu. Cenu nezískal. Marně hledám slov je satirická kniha zaměřená právě na literární ocenění.